# 1998 في الجزائر
فيما يلي قوائم الأحداث التي وقعت خلال عام 1998 في الجزائر.

## الحكم
- رئيس الجمهورية الجزائرية: اليامين زروال.
- 1 يناير – رئيس الحكومة: أحمد أويحيى
- 15 ديسمبر – رئيس الحكومة: إسماعيل حمداني

## الأحداث
- تأسيس جامعة امحمد بوڤرة-بومرداس
- تأسيس شركة سيفيتال شركة صناعات غذائية جزائرية خاصة ملك للسيد يسعد ربراب
- تأسيس جريدة الهداف جريدة يومية رياضية
- 4 يناير - مجازر ولاية غليزان تودي بمقتل 170 شخص في ثلاثة قرى نائية منطقة وادي ارهيو و بلدية حد الشكالة
- 11 يناير - مقتل حوالي 100 شخص في مجزرة سيدي حماد في مدينة سيدي حامد
- 21 فبراير – تأسيس المعهد الجزائري للتقييس
- 26 مارس - مقتل 52 شخص في مجزرة عويد بوعيشة في الجزائر بالسكاكين والفؤوس ومنهم 32 طفل تحت السنتين.
- 11 سبتمبر – إعلان اليامين زروال تنحيه عن الحكم قبل نهاية فبراير 1999 وتنظيم انتخابات رئاسية مبكرة.
- 16 سبتمبر - تأسيس الجماعة السلفية للدعوة والقتال في الجزائر.
- 8 ديسمبر – وقوع مجزرة تاجنة في القرى الجبلية لبو حامد وأياتشيش شمال تاجنة.

## رياضة
- 10 ديسمبر – احتلال مولودية وهران المركز الرابع في كأس السوبر العربي 1998 التي جرت [تونس|بتونس]

## وفيات
- 15 مايو – عبد الحميد عبابسة (مواليد 1918) مؤلف، ملحن ومغني جزائري, زادت شهرته بأغنيته حيزية العمر (80 سنة)
- 10 ديسمبر – كمال مسعودي (مواليد 1961) مغني وموسيقي جزائري في فن الشعبي (37 سنة)